# Интер (футбольный клуб, Луанда)
«Групу Дешпортиву Интерклуби» (порт. Grupo Desportivo Interclube) или просто «Интер» — ангольский футбольный клуб из Луанды, основанный в 1953 году. Выступает в Жирабола (Girabola). Домашние матчи проводит на стадионе «Эштадиу 22 де Жулью», вмещающем 12 000 зрителей.

## История
Создан 28 февраля 1976 года по инициативе Сантаны Петроффа как спортклуб ангольского полицейского корпуса. «Интер» является единственным столичным клубом, который, не входя в так называемую «большую тройку» («Петру Атлетику», «Атлетику Авиасан» и «Примейру ди Агошту») клубов из Луанды, смог стать чемпионом страны. Причем, «интеристы» стали шестым чемпионом Анголы — до этого титул, разыгрывающийся с 1979 года, помимо трех уже упоминавшихся клубов из Луанды выигрывали только клубы «Примейру ди Маю» из Бенгелы и «Саграда Эсперанса» из городка Дундо. Начало XXI века для «Интера» ознаменовалось целым рядом достижений — три «бронзы» Жирабола сезонов 1999, 2004 и 2006 годов, победа в 2007 году, Кубок Анголы в 2003 году и два Суперкубка в 2001 и 2008 годах. К несомненным успехам также можно отнести и участие в финале Кубка Кубков КАФ в 2001 году.

## Достижения

### Местные
- Победитель Жирабола — 2 (2007, 2010)
- Обладатель Кубка Анголы — 3 (1986, 2003, 2011)
- Обладатель Суперкубка Анголы — 2 (2001, 2008)

### Международные
- Кубок Кубков (1)
  - Финалист: 2001